# Kirghizistan (parti politique)
Pour les articles homonymes, voir Kirghizistan.
Kirghizistan (en kirghize : Кыргызстан) est un parti politique kirghiz d'orientation centriste.

## Historique
Le parti est créé en mai 2015 par Kanatbek Isaïev, un ancien député, membre du parti Respoublika. Il se définit comme « complètement apolitique » et soutient la politique de Sooronbay Jeenbekov, Premier ministre en 2016 puis président de la République à partir de 2017. 
Le parti recueille 12,93 % des voix lors des élections législatives du 4 octobre 2015 et obtient 18 sièges de députés au Conseil suprême.

## Résultats

### Législatives
| Année | Voix    | %     | Sièges   | Rang | +/- |
| ----- | ------- | ----- | -------- | ---- | --- |
| 2015  | 206 094 | 12,90 | 18 / 120 | 3e   | Nv  |
| 2020  | 174 317 | 8,90  | 16 / 120 | 3e   | 2   |

### Élections présidentielles
| Année | Candidat        | 1er tour | 1er tour | 1er tour | 2d tour | 2d tour | 2d tour |
| Année | Candidat        | Voix     | %        | Rang     | Voix    | %       | Rang    |
| ----- | --------------- | -------- | -------- | -------- | ------- | ------- | ------- |
| 2021  | Kanatbek Isaïev | 8 038    | 0,58     | 10e      | -       | -       | -       |